# Dalby Forest

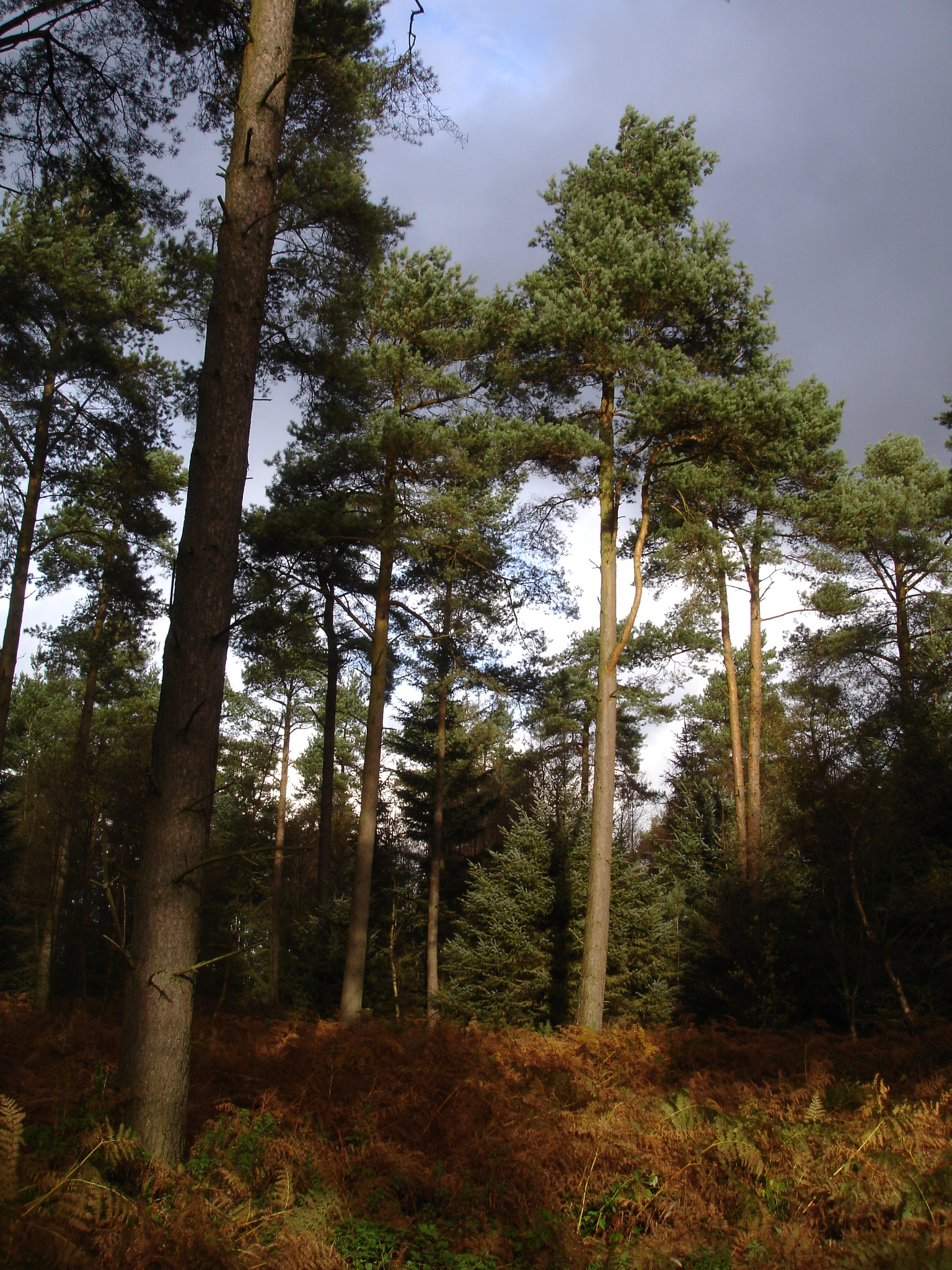
Un peuplement de pin sylvestre dans la forêt de Dalby

Dalby Forest est une forêt située sur le versant sud du parc national des North York Moors dans le Yorkshire du Nord en Angleterre. Elle est maintenue par la Commission des forêts du Royaume-Uni.